# Eugnosta lukaszi
Eugnosta lukaszi es una especie de polilla de la tribu Cochylini, familia Tortricidae.
Fue descrita científicamente por Razowski en 2005.

## Distribución
Se encuentra en Sudáfrica.